# Pro-Palestijnse protesten van 2024 op universiteiten
Vanaf april 2024 ontstonden er massaal pro-Palestijnse protesten op universiteiten in de Verenigde Staten en andere landen, als onderdeel van bredere oorlogsprotesten met betrekking tot de oorlog tussen Hamas en Israël. De eisen van de verschillende protesten omvatten onder meer het verbreken van de financiële banden met Israël en Israëlische universiteiten, transparantie over financiële banden en amnestie voor demonstranten.
Veel informatie over de rol van de Israëlische universiteiten bij de onderdrukking van Palestijnen is alleen in het Hebreeuws beschikbaar en daardoor minder toegankelijk voor veel mensen. De Joods-Israëlische antropoloog Maya Wind kan die teksten lezen en wil ze beschikbaar maken.
Ze onderzocht in haar boek "Towers of Ivory and Steel: How Israeli Universities Deny Palestinian Freedom" de rol en betrokkenheid van Israëlische universiteiten bij de onderdrukking van Palestijnen en concludeerde dat de relatie tussen Israëlische universiteiten, de staat en het leger innig is. Naast de medeplichtigheid aan mensenrechtenschendingen beschrijft Wind de repressie binnen de academie; kritische stemmen worden in de kiem gesmoord. Palestijnse studenten die studeren aan Israëlische universiteiten worden onder meer tegengewerkt, in de gaten gehouden en bewust ondervertegenwoordigd gehouden. Wind pleit voor een academische boycot: "Er is een genocide aan de gang, we hebben geen tijd te verliezen."

## Nederland en België

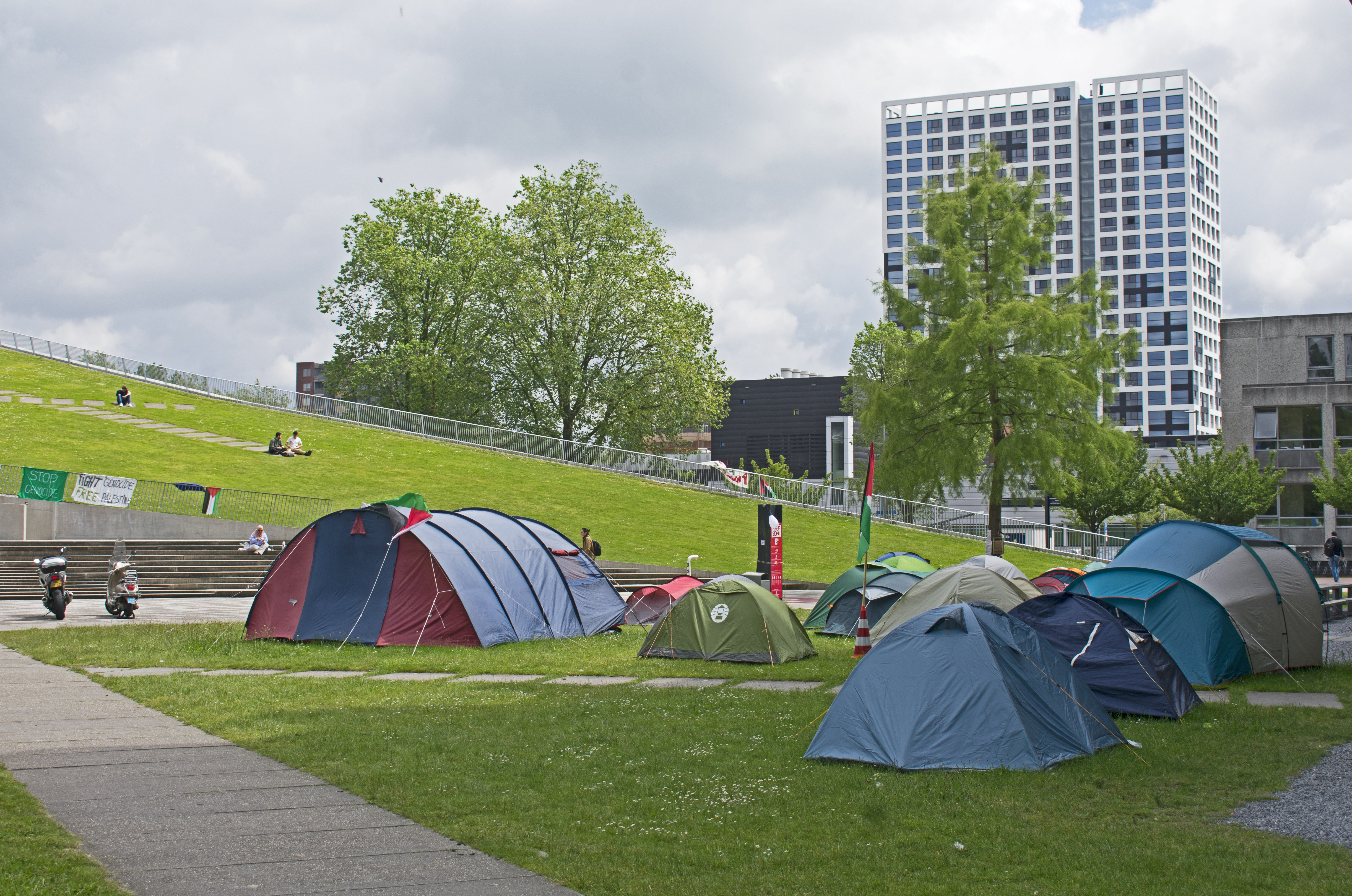
Pro-Palestijnse kamp in Delft

In Nederland vonden er grote demonstraties plaats bij de Universiteit van Amsterdam (UvA) en in mindere mate bij de Universiteit Utrecht, de Erasmus Universiteit Rotterdam en de Rijksuniversiteit Groningen.
De Israëlische Hebreeuwse Universiteit van Jeruzalem in Oost-Jeruzalem dreigde in januari 2025 met juridische stappen als het onderzoeksinstituut NIAS (Netherlands Institute for Advanced Study) niet terugkwam van het besluit om af te zien van samenwerking met Israëlische instellingen uit protest tegen de vernietiging van Palestijnse universiteiten en het academisch leven in Gaza. NIAS-directeur Jan Willem Duyvendak noemde het 'intimidatie'. 
De Koninklijke Nederlandse Akademie van Wetenschappen (KNAW) verdedigde het standpunt van het NIAS.
Op 14 maart 2025 is door het bestuur van de UvA besloten om het advies van een 'speciale commissie' te volgen om onder andere de uitwisseling van studenten met de Hebreeuwse Universiteit van Jeruzalem te stoppen. De universiteit verzorgt ook opleidingen voor het Israëlische leger.
Studenten in België protesteerden in mei 2024 bij o.a. de Universiteit Gent en de Université libre de Bruxelles. In Gent bezetten studenten op 6 mei het Universiteitsforum. Ze werden daarin gesteund in een open brief, ondertekend door een 150-tal medewerkers en professoren van de universiteit. Aan de Brusselse ULB bezetten studenten op 7 mei 2024 een gebouw op campus Solbosch. Ook aan de universiteiten van Antwerpen, Leuven en Luik vonden protesten plaats.
Op 14 januari 2025 riepen meer dan 6600 professoren, medewerkers en studenten in een open brief aan de Vlaamse Interuniversitaire Raad (VLIR) en de Conceil des retrices et recteurs (CRef) op om de samenwerking en met Israël stop te zetten. De Vlaamse universiteiten zullen geen nieuwe samenwerkingen meer aangaan met Israëlische partners die betrokken zijn bij ernstige mensenrechtenschendingen.